# Xenix
Xenix ist ein von Microsoft entwickeltes Betriebssystem, das auf Unix basiert. Microsoft verwendete die Bezeichnung Unix nicht, da nur das Produkt ohne die Namensrechte von AT&T lizenziert wurde. Es wurde auf Apple Lisa, DEC VAX und x86-PCs portiert. Zu den bedeutenden OEM-Anbietern zählten Acer, Tandy und SCO (welche auch die spätere Weiterentwicklung übernahmen).

## Geschichte

### Microsoft Xenix
Ursprünglich war Microsoft Xenix eine Intel-8086-Portierung von AT&T Unix Version 7 mit einigen BSD-Erweiterungen. Am 25. August 1980 wurde die erste Version von Xenix OS herausgegeben. Bald darauf war Xenix in verschiedenen Versionen von Herstellern erhältlich: Altos, Compaq, SCO und Tandy.
Xenix sollte nach Plänen von Microsoft damals das Standard-Betriebssystem für PCs werden. Daraus wurde jedoch nichts, da es eine Festplatte (kostete zu dieser Zeit ca. 10.000 DM, was in heutiger Kaufkraft rund 13.100 Euro entspricht) und 256 kByte RAM benötigte, die ersten IBM PCs aber nur mit 16 bis 64 kByte RAM ausgeliefert wurden.
Mit dem Start der OS/2-Entwicklung verlor Microsoft das Interesse an Xenix.

#### Versionsgeschichte
| Version      | Veröffentlichung | Anmerkungen                                     |
| ------------ | ---------------- | ----------------------------------------------- |
| MS Xenix     | 1980             | Erstes Unix von Microsoft unter Lizenz von AT&T |
| MS Xenix 3.0 | 1983             | System III für 80286 bzw. 68000                 |
| MS Xenix 5.0 | 1985             | System V für 80286                              |

### OEM-Versionen

#### IBM
IBM vermarktete in der Anfangszeit noch PC/ix von Interactive als Unix-Betriebssystem für den IBM PC. Ab 1985 gab es dann IBM PC-Xenix 1.0 für die PC/AT-Rechner, welches noch auf Xenix System III basierte. Das später gelieferte PC-Xenix 2.0 war bereits ein Unix System V.

#### Intel
Für die eigenen Multibus-Systeme System 86/380 und System 86/330A wurde neben iRMX 86 auch Intel Xenix 3.4 und später 3.5 angeboten.

#### Santa Cruz Operation
Die 1979 von Larry und Doug Michels gegründete Firma war der bedeutendste Lieferant und forcierte auch die technische Weiterentwicklung. Das 1983 vorgestellte SCO Xenix 5.0 basierte weitgehend auf AT&T Unix System V Release 0 (SVR0). 1987 erwarb Microsoft 25 % der Aktien von SCO; im Gegenzug bekam SCO alle Rechte an Xenix übertragen.

#### Siemens
Das Sinix für die Intel-Plattform basierte auf Xenix.

#### Tandy
Die Tandy-6000-Systeme wurden mit Tandy Xenix 5 ausgeliefert. Die Modelle 4000LX verwendeten später jedoch SCO Xenix.

#### Triumph-Adler
Das Modell TA M32 wurde mit TANIX ausgeliefert, das auf XENIX 3.0 für 68000 basiert.

### SCO Xenix
1983 wurde das erste Unix-System für Rechner mit den Intel-Prozessoren 8086 und 8088, welches SCO Xenix System III hieß, ausgeliefert.
Santa Cruz Operation portierte 1985 Xenix auf den 80286 (Produktname: SCO Xenix 286) und 1987 auf den 80386 unter dem Namen SCO Xenix 386.
Die letzte Version war SCO Xenix 386 Release 2.3.4 aus dem Jahr 1991, das nur noch für Rechner mit Intel 386 oder höher angeboten wurde – auch in einer Variante für PS/2-Microchannel-Maschinen. Neben der Bourne-Shell (sh) und C-Shell (csh) war nun auch die Kornshell (ksh) enthalten. Die menügeführte Visual Shell (vsh) war für unerfahrene Benutzer gedacht. Für die Verbindung zu anderen Rechnern konnten Micnet über serielle Leitungen oder UUCP genutzt werden. Als Texteditoren standen ed und vi bereit. Der Systemadministrator konnte die menügeführte Oberfläche sysadmsh zum Beispiel für die Benutzerverwaltung oder Datensicherung nutzen. Multiscreen erlaubte die Nutzung mehrerer virtueller Konsolen.
Bereits im Jahr 1989 wurde SCO Unix als Nachfolgeprodukt vorgestellt, welches abwärtskompatibel zu Xenix war und das Gerätetreibermodell von Xenix übernahm. Die späteren auf SCO Unix aufbauenden Systemprodukte OpenDesktop und OpenServer (auch das aktuelle OpenServer 6) ermöglichen ebenfalls noch die Ausführung von alten Xenix-Programmen.

#### Versionsgeschichte
| Version               | Veröffentlichung | Anmerkungen |
| --------------------- | ---------------- | --- |
| XENIX 3.0 Release 1.0 | Sep 1983         | - SCO Xenix System III mit Unterstützung für IBM PC XT |
| XENIX 3.0 Release 1.1 | Juli 1984        | - SCO Xenix System III mit Unterstützung für IBM PC XT |
| Release 2.0           | 1984             | - Weiterentwicklung SCO Xenix System V auf Basis von UNIX System V                                                                                                |
| Release 2.1.1         | 1985             | - Weiterentwicklung SCO Xenix 286 für Intel 80286 |
| Release 2.1.3         | 1986             | |
| Release 2.2           | 1986             | - Portierung von AT&T UNIX System V Release 2.2 auf i386, damit ist SCO Xenix System V/386 das erste 32-Bit-Betriebssystem für x86-Computer                       |
| Release 2.2.1         | Feb 1988         | |
| Release 2.2.2         | Mai 1988         | |
| Release 2.2.3         | Ende 1988        | - Unterstützung für zwei Grafikkarten |
| Release 2.3.0         | Feb 1989         | - Basiert auf AT&T UNIX System V Release 2.3 - Verbesserte Hardwareunterstützung, VGA - Unterstützung für Streams - Ausführung von SCO-Unix-3.2-COFF-Binärdateien |
| Release 2.3.1         | 1989             | |
| Release 2.3.2         | Juli 1989        | - Verbesserte Treiber - auch als Update (xnx137) |
| Release 2.3.3         | 1990             | - Update (xnx296a) – kein offizielles Release |
| Release 2.3.4         | April 1991       | - Letzte veröffentlichte Version |

#### Weitere Produkte
Die SCO-Xenix-Produktlinie bestand aus:
- SCO Xenix 286/386 – Betriebssystem
- SCO Xenix System V Development System – Entwicklungsumgebung
- SCO Xenix System V Text Processing System – Textverarbeitung
- SCO Xenix-NET – Microsoft Netzwerk für Xenix-Systeme
- SCO TCP/IP – TCP/IP nur für Xenix 386 verfügbar
- SCO NFS – NFS nur für Xenix 386 verfügbar
- SCO uniPATH SNA-3270 – Mainframe-Konnektivität
- SCO VP/ix – MS-DOS-Umgebung unter Xenix 386
- SCO MultiView – Multitasking-Fensterumgebung
- SCO Office Portfolio Suite – Anwendungspaket bestehend aus Lyrix, Professional, Integra, Manager
- SCO FoxBASE+ – dBASE-kompatibles Datenbanksystem
- SCO Multiplan – Tabellenkalkulation

Von Microsoft gelieferte Entwicklungswerkzeuge:
- Microsoft C
- Microsoft BASIC Interpreter
- Microsoft BASIC Compiler
- Microsoft Pascal Compiler
- Microsoft Fortran Compiler